# Ministry National Defense Football Club
Ministry National Defense Football Club é um clube de futebol do Camboja. Disputa atualmente a primeira divisão nacional.
Foi fundado como Royal Cambodian Armed Forces Football Club e renomeado em 2008.
Em 2015 foi o quinto colocado no Campeonato Cambojano de Futebol.